# 武勇記章 (イスラエル)
武勇記章(英語: Medal of Valor、ヘブライ語: עיטור הגבורה)は、イスラエルの勲章の一つである。
同国における最高位の軍事勲章である。

## 概要
武勇記章は、1970年にクネセトの議決で"イスラエルの英雄 (勲章)"を代替する勲章として制定された。"イスラエルの英雄"は第一次中東戦争などの際に授与された勲章であり、英雄称号保有者には自動的に武勇記章が贈られた。
武勇記章受章者には、減税や式典への招待など特典が設けられていた。
武勇記章のこれまでの受章者は40人である。内訳は、12人が第一次中東戦争における英雄称号保有者、4人が第二次中東戦争、12人が第三次中東戦争、1人が消耗戦争、8人が第四次中東戦争、3人がその他での受章である。

## デザイン
ダン・ライジンガーによりデザインされたこの武勇記章のメダルは、ダビデの星をモチーフにしている。真ん中に剣が描かれ、剣の左側にはオリーヴの葉がある。